# 헬싱키-탈린 터널
헬싱키-탈린 터널(핀란드어: Helsinki–Tallinna-rautatietunneli) 혹은 탈린-헬싱키 터널(에스토니아어: Tallinna ja Helsingi vaheline tunnel), 핀에스트 터널(FinEst tunnel)은 핀란드 헬싱키와 핀란드만을 거쳐 에스토니아 탈린을 열차로 연결하기 위해 구상 중인 해저 터널이다. 터널 길이는 관통하는 경로에 따라 달라지는데 최단거리도 해저 길이가 80 km로 2024년 기준 현재 세계에서 가장 긴 철도 터널인 고트하르트 베이스 터널의 57 km보다도 더 길어질 예정이다. 터널이 만약 건설된다면 건설 비용으로 90억에서 130억 유로가 소요된다고 추정된다. 2030년경 개통을 목표로 추진하고 있다. 유럽연합은 타당성 조사로 310만 유로의 예산을 승인했다. 2015년의 사전 타당성 조사에서는 최고 속도 250 km/h의 고속열차 운행을 염두에 두었다.
2024년 2월 8일 핀란드의 교통통신부 장관인 룰루 란네는 에스토니아의 일간지 《포스티메스》에 이 터널은 "비현실적인 계획"으로 정부 의제가 아니며, 유럽연합이 추가 자금을 지원할 때까지 프로젝트를 보류하겠다고 말했다.

## 배경
에스토니아의 탈린과 핀란드의 헬싱키 사이에는 핀란드만이라는 바다가 있다. 두 도시 사이 거리는 약 80 km이다. 두 수도간의 이동은 주로 고속패리와 고속 여객선을 이용하는데 소요 시간은 1시간 40분(4월부터 10월까지 운행하는 하계 고속패리)부터 3시간 30분(연중 운행하는 일반  패리)까지 다양하지만 현재 대부분의 패리로는 약 2시간이 소요된다. 레저용 크루즈선과 정기 통근선을 포함해 페리를 통해 매년 약 800만편의 선박이 탈린과 헬싱키를 오간다. 반면 탈린과 헬싱키를 육로로 이동하기 위해서는 중간에 러시아를 통과해야 하며 그 거리는 약 800 km에 달한다.

## 계획 진행 상황

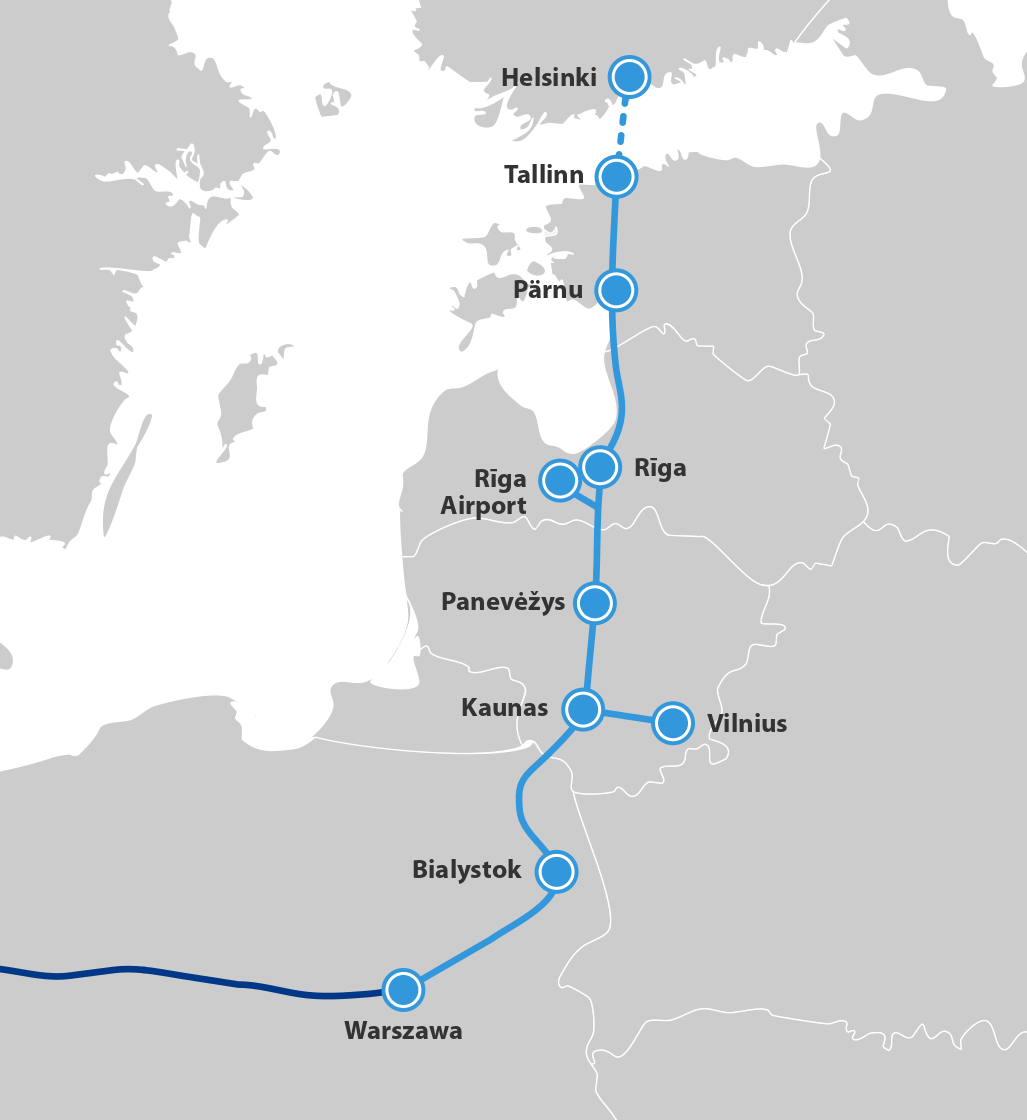
현재 계획중인 레일 발티카는 헬싱키-탈린 터널을 통해 헬싱키까지 연장될 예정이다.

헬싱키와 탈린 두 도시는 준비 연구에 10만 유로의 예산 투입을 약속했으나 각국의 관련 부처는 자금 지원을 거부했다. 이 때문에 약 50만에서 80만 유로 사이로 추정되는 종합 조사에 필요한 추가 예산을 확보하기 위해 2008년 EU에 자금 지원을 신청한다는 계획이 발표되었다. 2009년 1월 13일 신문 보도에 따르면 인터레그 프로그램을 통해 EU에 신청한 종합조사요청이 거부되었다. 헬싱키시 국제부의 한 전문가는 에스토니아 내에서 행정부와 탈린시 정치계가 서로 경쟁 관계의 정당이 장악해 정치적 분쟁이 발생한 것이 그 원인이라고 추정했다. 그럼에도 헬싱키와 탈린 두 도시는 조사 자금을 자체 지원할 용의가 있다고 말했다.
2014년 4월 2일 보다 포괄적인 수익성 조사 필요 여부를 조사하기 위해 10만 유로 규모의 예비조사인 '탈싱키픽스'(TalsinkiFix) 프로젝트가 발표되었다. EU는 조사 비용의 85%를 부담하고 헬싱키와 탈린, 에스토니아 하리우주가 나머지 자금을 대기로 결정했다. 이번 조사는 터널과 관련된 공식적인 첫 조사이다.
예비 조사 결과는 2015년 2월 발표되었다. 터널 건설 비용은 90억-130억 유로로 추정되며 빠르면 2030년 이후에 개통 가능하다고 전망했다. 이 조사에서는 헬싱키와 탈린 사이 이동 시간이 기차로 30분 이하인 철도 연결 용도로만 터널을 건설해야 한다고 권고했다.
2016년 1월 4일 핀란드와 에스토니아의 각 교통부 장관과 헬싱키와 탈린의 시장은 터널 타당성을 검토하기 위한 추가 연구를 포함해 양국 관 교통정책 협력에 관한 각서에 서명한다고 발표했다. 이 연구는 국가 차원에서 실시되는 최초의 연구로 터널의 사회경제적 효과와 건설 예정지의 지질학적 분석에 중점을 둘 예정이다. 핀란드와 에스토니아는 연구를 위해 EU에 재정 지원을 요청했다. 2016년 6월 EU는 2018년 초에 완료가 예상되는 연구를 위해 100만 유로를 지원했다.
2016년 8월 헬싱키-우시마 지역 의회 산하에서 2년간의 연구가 시작되었다. 연구에 참여하는 타 파트너로는 하리우주 정부, 헬싱키와 탈린 시정부, 핀란드 교통청, 에스토니아 교통통신부가 있다. 연구 총괄진은 핀란드 교통청의 전 총장이었던 카리 루오호넨이 맡았다.
2017년 2월 터널 계획의 양상 연구를 위해 2개 컨소시엄에서 의뢰를 받았다. 하나는 승객 및 화물 물동량 연구하고 비용 편익 분석을 수행했다. 다른 하나는 계획의 기술 측면을 연구했다.
2019년 3월 앵그리버드의 제작자로 알려진 핀란드의 개발자 페테르 베스테르바카도 비슷한 계획을 발표했다. 베스테르바카는 중국의 투자회사인 "터치스톤 캐피털 파트너스"와 잠정 계약을 채결했다. 이 계약은 4개 역, 터널, 열차 건설을 위한 150억 유로 규모의 금융거래에 대한 양해각서이다.
2021년 4월 26일 에스토니아와 핀란드 정부는 교통부문에 관한 상호협력양해각서(MoU)를 체결했다. 이 양해각서는 양 국이 헬싱키-터널과 같은 대규모 교통 계획에 협력하겠다는 약속이 있긴 하나 정확하게 특정 계획을 콕 집어서 명확히 약속한 조항은 없었다. 이 양해각서는 2030년까지 유효하다.

## 비용과 편익

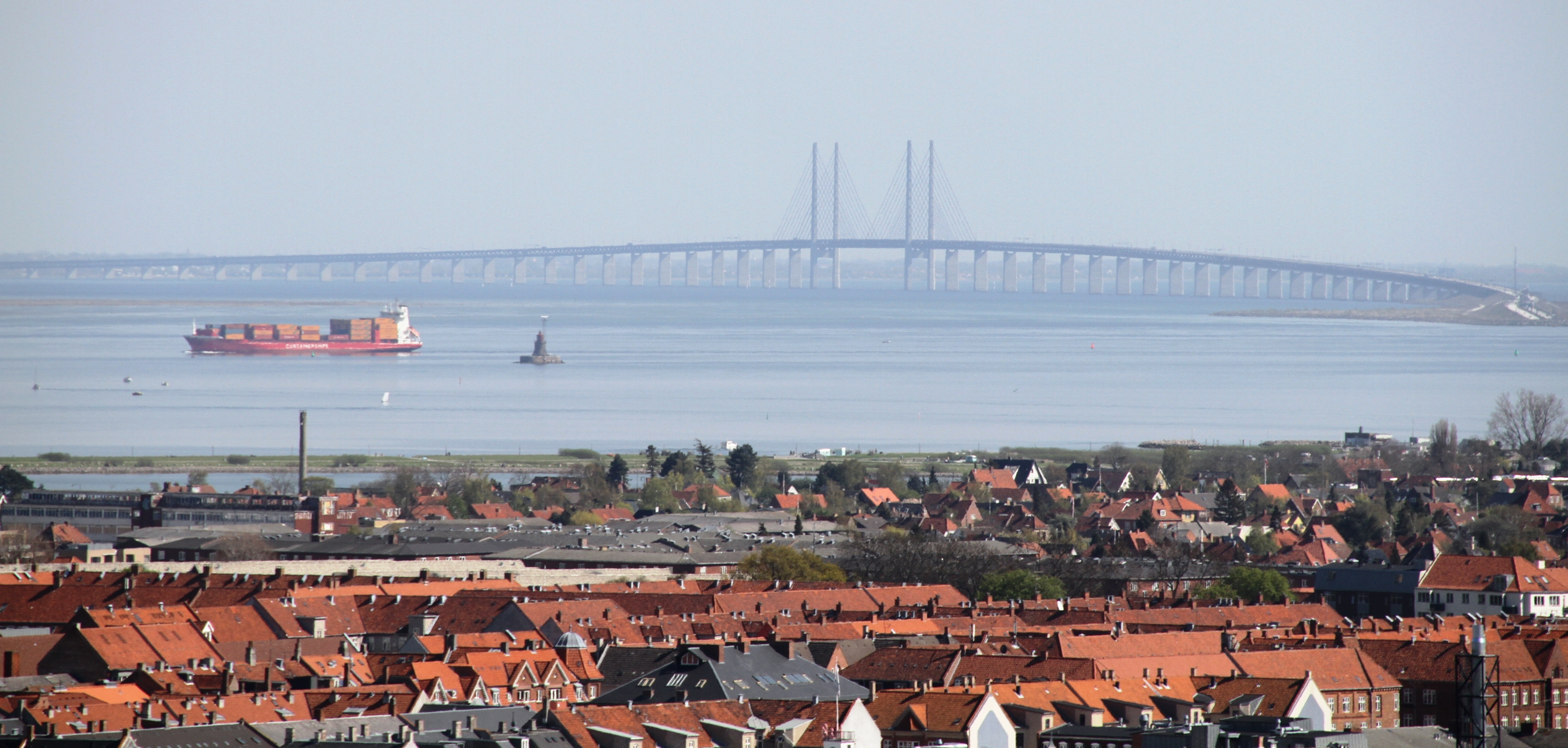
코펜하겐과 말뫼를 잇는 외레순 다리는 두 도시를 하나의 경제권으로 묶었다. 헬싱키-탈린 터널도 비슷한 효과를 가져온다고 예상된다.

터널 건설 비용에 잠정적으로 총 90억에서 130억 유로가 들 것으로 추산된다. 여기에는 터널 굴착에 30억 유로, 인프라 및 보안 체계 건설에 20-30억 유로, 철도 차량 및 기타 장비 도입비용에 10억 유로 이상, 예상치 못한 상황에 대비한 위험 마진 10-30억 유로가 포함되어 있다. 이 계획은 유럽연합이 비용 40% 이상을 부담하고, 나머지는 핀란드와 에스토니아, 2개국 수도가 분담하면 재정적으로 실현 가능하다고 전망된다.
터널이 건설된다면 두 도시간의 연결이 강해지고 경제권이 통합될 뿐 아니라 핀란드 남부와 발트해 연안국 간 여객 열차가 더 편리하게 연결되고 핀란드 전역에서 레일 발티카로 향하는 화물열차 운송, 그 외 유럽 전역으로의 철도 화물 연결이라는 점에서 경제적 이익이 상당할 것으로 예상된다. 터널이 완공될 시 연간 약 1,250만명의 승객이 터널을 이용할 것으로 추정된다.
지정학적으로는 터널이 유럽연합에서 가깝지만 서로 떨어진 지역을 환경 친화적인 방식으로 이어 해상, 혹은 항공 운송을 이용하거나 돌아가서 러시아를 경유할 필요가 사라진다. 헬싱키-탈린 터널은 유럽연합의 범유럽 철도망(TEN-T)의 북해-발트해 회랑에 해당한다. 헬싱키항과 탈린항은 이전에 두 도시간 교통 상황 개선을 위해 EU 지원금을 여럿 받은 적이 있었다.
터널 투자금은 개통 약 17년 후 회수되리라 추정된다. 제안된 터널 이용 가격은 승객은 편도 50유로, 연간 무제한권의 경우 2,500유로이다.

## 기술적 문제
핀란드와 에스토니아의 철도는 1,524 mm (5 ft) 폭의 러시아 궤간을 사용한다. 하지만 헬싱키-탈린 터널에 지어질 철로 궤간은 표준궤인 1,435 mm (4 ft 8+1⁄2 in)을 사용하여 동일한 궤간을 사용하는 레일 발티카와 직접 연결될 예정이다. 즉, 탈린에서 헬싱키로 향하는 열차는 새로운 선로를 건설하거나, 가변 궤간을 사용하지 않고서는 레일 발티카를 제외한 다른 핀란드의 철도역 혹은 그 반대로 계속 이동할 수 없다. 이 때문에 핀란드 남부(리히매키와 탐페레가 후보지로 제안)에 별도의 화물역을 건설해 헬싱키 외곽에서 열차를 적재하여 터널을 통해 운송할 수 있는 잠정 계획도 제안되었다. 탐페레와 헬싱키 공항에서는 탈린으로 향하는 열차와 중앙유럽으로 향하는 열차를 위한 여객 터미널도 건설할 계획이다.

## 같이 보기
- 레일 발티카
- 에스토니아의 철도
- 핀란드의 철도
- 외레순 다리
- 해저 터널
- 채널 터널
- 페마른벨트 터널

## 참고 문헌
- Usko Anttikoski. "Fixed transport connections across the Baltic from Finland to Sweden and Estonia. Preliminary feasibility assessment." 보관됨 2025-01-25 - 웨이백 머신 2007.
- "Emerald, Vision 2050" Greater Helsinki Vision 2050 – International Ideas Competition. 2007.
- Ilkka Vähäaho, Pekka Raudasmaa. "Feasibility Study, Helsinki–Tallinn, Railway Tunnel" Geotechnical Division of the Real Estate Department of the City Of Helsinki. 2008.
- Jaakko Blomberg, Gunnar Okk. "Opportunities for Cooperation between Estonia and Finland 2008" Prime Minister's Office, Finland. 2008.